# Aaron Watson
Aaron Watson es un cantante estadounidense de country nacido en 1977.

## Biografía
Watson nació en Amarillo, Texas, donde acude a la Abilene Christian University y comienza a tocar la guitarra tras jugar un partido de béisbol con su equipo en Nuevo México. Se mantuvo en Texas hasta la aparición de su primer disco A Texas Cafe, el siguiente,Shuttupanddance, fue un éxito regional de ventas. Su disco de 2004 The Honky Tonk Kid, fue producido por Ray Benson y en él participa Willie Nelson.
La banda de Aaron Watson se llama Orphans of the Brazos y aparece en 2005 en su álbum  Live at the Texas Hall of Fame. En 2006, su San Angelo lo lanza al número 60 de la lista del Billboard norteamericano
Más tarde ese mismo año, Watson saca una colección de canciones gospel titulada Barbed Wire Halo, donde incluye textos de Billy Joe Shaver. El 1 de abril de 2008 aparece su octavo álbum Angels & Outlaws, consiguiendo el puesto número 4 en el Billboard Heatseekers chart, el puesto 28 en álbumes de country y entrando en el Top 200.  El sencillo de su álbum de debut, "Hearts Are Breaking Across Texas", alcanza el puesto #1 en el Texas Music Chart.  "Love Makin' Song" aparecerá más tarde ese mismo año y "Rollercoaster Ride" le seguirá en 2009.
El 15 de septiembre de 2009, Watson saca Aaron Watson LIVE: Deep in the Heart of Texas, un CD/DVD grabado en vivo en el Hog Creek Ice House en Waco el 27 de juno de 2009.
Aaron y su esposa Kimberly tienen tres hijos: Jacob nacido en 2006, Jack en 2007 y un tercero nacido a finales de 2009.

## Discografía

### Álbumes
| Year                                                | Album                                         | Chart Positions    | Chart Positions | Chart Positions | Chart Positions        |
| Year                                                | Album                                         | Top Country Albums | Billboard 200   | Top Heatseekers | Top Independent Albums |
| --------------------------------------------------- | --------------------------------------------- | ------------------ | --------------- | --------------- | ---------------------- |
| 2000                                                | A Texas Cafe                                  | —                  | —               | —               | —                      |
| 2002                                                | Shutupanddance                                | —                  | —               | —               | —                      |
| 2004                                                | The Honky Tonk Kid                            | —                  | —               | —               | —                      |
| 2005                                                | Live at the Texas Hall of Fame                | —                  | —               | —               | —                      |
| 2006                                                | San Angelo                                    | 60                 | —               | 50              | 43                     |
| 2008                                                | Angels & Outlaws                              | 28                 | 175             | 4               | 25                     |
| 2009                                                | Deep in the Heart of Texas: Aaron Watson Live | 47                 | —               | 24              | —                      |
| "—" indica lanzamientos que no entraron en la lista |                                               |                    |                 |                 |                        |

### Singles
| Año  | Single                             | Peak positions | Álbum            |
| Año  | Single                             | US Country     | Álbum            |
| ---- | ---------------------------------- | -------------- | ---------------- |
| 2008 | "Hearts Are Breaking Across Texas" | —              | Angels & Outlaws |
| 2008 | "Love Makin' Song"                 | —              | Angels & Outlaws |
| 2009 | "Rollercoaster Ride"               | —              | Angels & Outlaws |
| 2009 | "The Road"                         |                | TBD              |